# Chile na Letnich Igrzyskach Olimpijskich 2016
Chile na Letnich Igrzyskach Olimpijskich 2016 reprezentowało 42 zawodników : 25 mężczyzn i 17 kobiet. Był to 23 start reprezentacji Chile na letnich igrzyskach olimpijskich.

## Skład reprezentacji

### Gimnastyka
Mężczyźni
| Zawodnik       | Konkurencja     | Kwalifikacje | Kwalifikacje | Kwalifikacje | Kwalifikacje | Kwalifikacje | Kwalifikacje | Kwalifikacje | Kwalifikacje | Finał    | Finał    | Finał    | Finał    | Finał    | Finał    | Finał  | Finał   | Źródło |
| Zawodnik       | Konkurencja     | Przyrząd     | Przyrząd     | Przyrząd     | Przyrząd     | Przyrząd     | Przyrząd     | Razem        | Pozycja      | Przyrząd | Przyrząd | Przyrząd | Przyrząd | Przyrząd | Przyrząd | Razem  | Pozycja | Źródło |
| Zawodnik       | Konkurencja     | F            | PH           | R            | V            | PB           | HB           | Razem        | Pozycja      | F        | PH       | R        | V        | PB       | HB       | Razem  | Pozycja | Źródło |
| -------------- | --------------- | ------------ | ------------ | ------------ | ------------ | ------------ | ------------ | ------------ | ------------ | -------- | -------- | -------- | -------- | -------- | -------- | ------ | ------- | ------ |
| Tomás González | Ćwiczenia wolne | 15,066       | N/A          | N/A          | N/A          | N/A          | N/A          | 15,066       | 14.          | NQ       | NQ       | NQ       | NQ       | NQ       | NQ       | NQ     | NQ      | [ 1 ]  |
| Tomás González | Skoki           | N/A          | N/A          | N/A          | 15,149       | N/A          | N/A          | 15,149       | 5.           | N/A      | N/A      | N/A      | 15,137   | N/A      | N/A      | 15,137 | 7.      | [ 1 ]  |

Kobiety
| Zawodniczka   | Konkurencja            | Kwalifikacje | Kwalifikacje | Kwalifikacje | Kwalifikacje | Kwalifikacje | Kwalifikacje | Finał     | Finał     | Finał     | Finał     | Finał | Finał   | Źródło |
| Zawodniczka   | Konkurencja            | Przyrządy    | Przyrządy    | Przyrządy    | Przyrządy    | Razem        | Pozycja      | Przyrządy | Przyrządy | Przyrządy | Przyrządy | Razem | Pozycja | Źródło |
| Zawodniczka   | Konkurencja            | V            | UB           | BB           | F            | Razem        | Pozycja      | V         | UB        | BB        | F         | Razem | Pozycja | Źródło |
| ------------- | ---------------------- | ------------ | ------------ | ------------ | ------------ | ------------ | ------------ | --------- | --------- | --------- | --------- | ----- | ------- | ------ |
| Simona Castro | wielobój indywidualnie | 13,733       | 12,833       | 13,000       | 11,833       | 51,399       | 52           | NQ        | NQ        | NQ        | NQ        | NQ    | NQ      | [ 2 ]  |

### Golf
| Zawodnik       | Konkurencja | Runda 1 | Runda 2 | Runda 3 | Runda 4 | Łącznie | Łącznie | Łącznie | Źródło |
| Zawodnik       | Konkurencja | Wynik   | Wynik   | Wynik   | Wynik   | Wynik   | Par     | Pozycja | Źródło |
| -------------- | ----------- | ------- | ------- | ------- | ------- | ------- | ------- | ------- | ------ |
| Felipe Aguilar | Mężczyźni   | 71      | 71      | 75      | 68      | 285     | + 1     | 39.     | [ 3 ]  |

### Jeździectwo
WKKW
| Zawodnik     | Konkurencja        | Koń   | Ujeżdżenie | Cross country | Skoki (runda kwalifikacyjna) | Razem | Skoki (runda finałowa) | Finał | Pozycja | Źródło |
| ------------ | ------------------ | ----- | ---------- | ------------- | ---------------------------- | ----- | ---------------------- | ----- | ------- | ------ |
| Carlos Lobos | WKKW indywidualnie | Ranco | 49,30      | 42,80         | 4,00                         | 96,10 | NQ                     | 96,10 | 29.     | [ 4 ]  |

### Judo
| Zawodnik       | Konkurencja | 1/32             | 1/16             | 1/8              | Ćwierćfinał      | Półfinał         | Repasaże         | Finał/ 3.miejsce | Finał/ 3.miejsce | Źródło |
| Zawodnik       | Konkurencja | Przeciwnik Wynik | Przeciwnik Wynik | Przeciwnik Wynik | Przeciwnik Wynik | Przeciwnik Wynik | Przeciwnik Wynik | Przeciwnik Wynik | Pozycja          | Źródło |
| -------------- | ----------- | ---------------- | ---------------- | ---------------- | ---------------- | ---------------- | ---------------- | ---------------- | ---------------- | ------ |
| Thomas Briceño | - 90 kg     | Khalaf W 011-000 | Gwak P 000-100   | NQ               | NQ               | NQ               | NQ               | NQ               | NQ               | [ 5 ]  |

### Kolarstwo

#### Kolarstwo szosowe
| Zawodnik                    | Konkurencja                    | Czas | Pozycja | Źródło |
| --------------------------- | ------------------------------ | ---- | ------- | ------ |
| José Luis Rodríguez Aguilar | wyścig ze startu wspólnego (m) | DNF  | DNF     | [ 6 ]  |
| Paola Muñoz                 | wyścig ze startu wspólnego (k) | DNF  | DNF     | [ 7 ]  |

### Lekkoatletyka
Mężczyźni
Konkurencje biegowe
| Zawodnik       | Konkurencja   | Finał   | Finał   | Źródło |
| Zawodnik       | Konkurencja   | Wynik   | Miejsce | Źródło |
| -------------- | ------------- | ------- | ------- | ------ |
| Víctor Aravena | maraton       | 2:17:49 | 42.     | [ 8 ]  |
| Daniel Estrada | maraton       | 2:25:33 | 98.     | [ 8 ]  |
| Enzo Yáñez     | maraton       | 2:27:47 | 108.    | [ 8 ]  |
| Yerko Araya    | chód na 20 km | 1:22:23 | 25.     | [ 9 ]  |
| Edward Araya   | chód na 50 km | DSQ     | DSQ     | [ 10 ] |

Kobiety
Konkurencje biegowe
| Zawodnik        | Konkurencja | Eliminacje | Eliminacje | Półfinał | Półfinał | Finał   | Finał   | Źródło |
| Zawodnik        | Konkurencja | Wynik      | Miejsce    | Wynik    | Miejsce  | Wynik   | Miejsce | Źródło |
| --------------- | ----------- | ---------- | ---------- | -------- | -------- | ------- | ------- | ------ |
| Isidora Jiménez | 200 m       | 23,29      | 41.        | NQ       | NQ       | NQ      | NQ      | [ 11 ] |
| Érika Olivera   | maraton     | N/A        | N/A        | N/A      | N/A      | 2:50:29 | 105.    | [ 12 ] |
| Natalia Romero  | maraton     | N/A        | N/A        | N/A      | N/A      | 3:01:29 | 123.    | [ 12 ] |

Konkurencje techniczne
| Zawodniczka    | Konkurencja    | Kwalifikacje | Kwalifikacje | Finał | Finał   | Źródło |
| Zawodniczka    | Konkurencja    | Wynik        | Miejsce      | Wynik | Miejsce | Źródło |
| -------------- | -------------- | ------------ | ------------ | ----- | ------- | ------ |
| Natalia Duco   | pchnięcie kulą | 18,18        | 9.           | 18,07 | 10.     | [ 13 ] |
| Karen Gallardo | rzut dyskiem   | 57,81        | 18.          | NQ    | NQ      | [ 14 ] |

### Łucznictwo
| Zawodnik     | Konkurencja       | Runda rankingowa | Runda rankingowa | 1/32                       | 1/16             | 1/8                  | Ćwierćfinały     | Półfinały        | Finał            | Finał   | Źródło |
| Zawodnik     | Konkurencja       | Wynik            | Miejsce          | Przeciwnik Wynik           | Przeciwnik Wynik | Przeciwnik Wynik     | Przeciwnik Wynik | Przeciwnik Wynik | Przeciwnik Wynik | Pozycja | Źródło |
| ------------ | ----------------- | ---------------- | ---------------- | -------------------------- | ---------------- | -------------------- | ---------------- | ---------------- | ---------------- | ------- | ------ |
| Ricardo Soto | indywidualnie (m) | 675              | 13.              | Prylepaŭ W 5 (29) - 5 (27) | Oliveira W 7 - 1 | van den Berg P 5 - 6 | NQ               | NQ               | NQ               | NQ      | [ 15 ] |

### Pływanie
| Zawodnik        | Konkurencja              | Eliminacje | Eliminacje | Finał | Finał   | Źródło |
| Zawodnik        | Konkurencja              | Czas       | Miejsce    | Czas  | Miejsce | Źródło |
| --------------- | ------------------------ | ---------- | ---------- | ----- | ------- | ------ |
| Felipe Tapia    | 1500 m dowolnym mężczyzn | 16:02,44   | 45.        | NQ    | NQ      | [ 16 ] |
| Kristel Köbrich | 400 m dowolnym kobiet    | 4:16,07    | 24.        | NQ    | NQ      | [ 17 ] |
| Kristel Köbrich | 800 m dowolnym kobiet    | 8:34,34    | 17.        | NQ    | NQ      | [ 17 ] |

### Podnoszenie ciężarów
| Zawodnik              | Konkurencja        | Rwanie | Rwanie  | Podrzut | Podrzut | Razem  | Pozycja | Źródło |
| Zawodnik              | Konkurencja        | Wynik  | Pozycja | Wynik   | Pozycja | Razem  | Pozycja | Źródło |
| --------------------- | ------------------ | ------ | ------- | ------- | ------- | ------ | ------- | ------ |
| Julio Acosta González | do 62 kg mężczyźni | 120 kg | 10.     | 146 kg  | 11.     | 266 kg | 11.     | [ 18 ] |
| María Fernanda Valdés | do 75 kg kobiet    | 107 kg | 6.      | 136 kg  | 6.      | 242 kg | 7.      | [ 18 ] |

### Siatkówka

#### Siatkówka plażowa
| Zawodnik                      | Konkurencja | Faza grupowa                           | Faza grupowa                            | Faza grupowa                          | Pozycja | Runda play-off   | 1/8              | Ćwierćfinały     | Półfinały        | Finał            | Finał   | Źródło |
| Zawodnik                      | Konkurencja | Przeciwnik Wynik                       | Przeciwnik Wynik                        | Przeciwnik Wynik                      | Pozycja | Przeciwnik Wynik | Przeciwnik Wynik | Przeciwnik Wynik | Przeciwnik Wynik | Przeciwnik Wynik | Pozycja | Źródło |
| ----------------------------- | ----------- | -------------------------------------- | --------------------------------------- | ------------------------------------- | ------- | ---------------- | ---------------- | ---------------- | ---------------- | ---------------- | ------- | ------ |
| Esteban Grimalt Marco Grimalt | mężczyźni   | Nummerdor Varenhorst 0:2 (16-21,13-21) | Krasilnikow Siemionow 0:2 (17-21,14-21) | Fijałek Prudel 1:2 (13-21,21-16,9-15) | 4.      | NQ               | NQ               | NQ               | NQ               | NQ               | NQ      | [ 19 ] |

### Strzelectwo
| Zawodnik           | Konkurencja  | Kwalifikacje | Kwalifikacje | Półfinał | Półfinał | Finał | Finał   | Źródło |
| Zawodnik           | Konkurencja  | Wynik        | Pozycja      | Wynik    | Pozycja  | Wynik | Pozycja | Źródło |
| ------------------ | ------------ | ------------ | ------------ | -------- | -------- | ----- | ------- | ------ |
| Francisca Crovetto | skeet kobiet | 62           | 19.          | NQ       | NQ       | NQ    | NQ      | [ 20 ] |

### Taekwondo
| Zawodnik        | Konkurencja     | 1/8              | Ćwierćfinał      | Półfinał         | Repesaż          | Finał            | Finał   | Źródło |
| Zawodnik        | Konkurencja     | Przeciwnik Wynik | Przeciwnik Wynik | Przeciwnik Wynik | Przeciwnik Wynik | Przeciwnik Wynik | Pozycja | Źródło |
| --------------- | --------------- | ---------------- | ---------------- | ---------------- | ---------------- | ---------------- | ------- | ------ |
| Ignacio Morales | -68 kg mężczyzn | Tazegül P 1-14   | NQ               | NQ               | NQ               | NQ               | NQ      | [ 21 ] |

### Tenis ziemny
| Zawodnik                              | Konkurencja | 1/32                         | 1/16             | 1/8              | Ćwierćfinały     | Półfinały        | Finał            | Finał   | Źródło |
| Zawodnik                              | Konkurencja | Przeciwnik Wynik             | Przeciwnik Wynik | Przeciwnik Wynik | Przeciwnik Wynik | Przeciwnik Wynik | Przeciwnik Wynik | Pozycja | Źródło |
| ------------------------------------- | ----------- | ---------------------------- | ---------------- | ---------------- | ---------------- | ---------------- | ---------------- | ------- | ------ |
| Julio Peralta Hans Podlipnik-Castillo | debel (m)   | Johnson Sock P 0-2 (2:6,2:6) | NQ               | NQ               | NQ               | NQ               | NQ               | NQ      | [ 22 ] |

### Triathlon
| Zawodnik        | Konkurencja | Pływanie (1,5 km) | Zmiana 1 | Jazda na rowerze (40 km) | Zmiana 2 | Bieg (10 km) | Czas    | Pozycja | Źródło |
| --------------- | ----------- | ----------------- | -------- | ------------------------ | -------- | ------------ | ------- | ------- | ------ |
| Bárbara Riveros | kobiety     | 19:13             | 0:52     | 1:01:24                  | 0:39     | 35:21        | 1:57:29 | 5.      | [ 23 ] |

### Wioślarstwo
| Zawodnik                          | Konkurencja | Eliminacje | Eliminacje | Repesaż | Repesaż | Półfinały | Półfinały       | Finał   | Finał      | Miejsce | Źródło |
| Zawodnik                          | Konkurencja | Czas       | M.         | Czas    | M.      | Czas      | M.              | Czas    | M.         | Miejsce | Źródło |
| --------------------------------- | ----------- | ---------- | ---------- | ------- | ------- | --------- | --------------- | ------- | ---------- | ------- | ------ |
| Felipe Cárdenas Bernardo Guerrero | LM2x        | 6:38,95    | 3.         | 7:11,17 | 3.      | 7:24,71   | 3. Półfinał C/D | 6:47,67 | 5. Finał C | 17.     | [ 24 ] |
| Melita Abraham Josefa Vila        | LW2x        | 7:20,63    | 4.         | 8:11,97 | 4.      | 8:20,26   | 3. Półfinał C/D | 7:46,99 | 5. Finał C | 17.     | [ 25 ] |

### Żeglarstwo
Kobiety
| Zawodnik                       | Konkurencja | Wyścig | Wyścig | Wyścig | Wyścig | Wyścig | Wyścig | Wyścig | Wyścig | Wyścig | Wyścig | Wyścig | Wyścig | Wyścig | Punkty | Finałowa pozycja | Źródło |
| Zawodnik                       | Konkurencja | 1      | 2      | 3      | 4      | 5      | 6      | 7      | 8      | 9      | 10     | 11     | 12     | M*     | Punkty | Finałowa pozycja | Źródło |
| ------------------------------ | ----------- | ------ | ------ | ------ | ------ | ------ | ------ | ------ | ------ | ------ | ------ | ------ | ------ | ------ | ------ | ---------------- | ------ |
| Nadja Horwitz Sofia Middleton  | 470         | 9      | 11     | 18     | 16     | 10     | 2      | 10     | 11     | 16     | 15     | N/A    | N/A    | NQ     | 100    | 11.              | [ 26 ] |
| Arantza Gumucio Begoña Gumucio | 49erFX      | 16     | 14     | 18     | 14     | 15     | 19     | 12     | 14     | 17     | 17     | 15     | 16     | NQ     | 168    | 18.              | [ 27 ] |

Mężczyźni
| Zawodnik                         | Konkurencja | Wyścig | Wyścig | Wyścig | Wyścig | Wyścig | Wyścig | Wyścig | Wyścig | Wyścig | Wyścig | Wyścig | Wyścig | Wyścig | Punkty | Finałowa pozycja | Źródło |
| Zawodnik                         | Konkurencja | 1      | 2      | 3      | 4      | 5      | 6      | 7      | 8      | 9      | 10     | 11     | 12     | M*     | Punkty | Finałowa pozycja | Źródło |
| -------------------------------- | ----------- | ------ | ------ | ------ | ------ | ------ | ------ | ------ | ------ | ------ | ------ | ------ | ------ | ------ | ------ | ---------------- | ------ |
| Matías del Solar                 | Laser       | 22     | 35     | 22     | 32     | 35     | 24     | 34     | 33     | 24     | 12     | N/A    | N/A    | NQ     | 238    | 30.              | [ 28 ] |
| Benjamín Grez Cristóbal Grez     | 49er        | 12     | 18     | 15     | 19     | 18     | 21     | 7      | 20     | 21     | 14     | 12     | 15     | NQ     | 171    | 20.              | [ 29 ] |
| Andrés Ducasse Francisco Ducasse | 470         | 24     | 22     | 24     | 20     | 18     | 4      | 23     | 25     | 23     | 14     | N/A    | N/A    | NQ     | 172    | 24.              | [ 30 ] |

M = Wyścig medalowy